# Time 'n' Place
Time 'n' Place is het tweede studioalbum van de Britse indiepopband Kero Kero Bonito. Het is hun eerste album op het platenlabel Polyvinyl Record Co. Het album werd uitgebracht zonder een vooraf aangekondigde verschijningsdatum. Op het album staan de drie singles "Only acting", "Time today" en "Make believe".

## Nummers
| 1.                 | Outside          | 1:51 |
| 2.                 | Time today       | 2:12 |
| 3.                 | Only acting      | 3:50 |
| 4.                 | Flyway           | 1:59 |
| 5.                 | Dump             | 3:02 |
| 6.                 | Make believe     | 3:28 |
| 7.                 | Dear future self | 2:47 |
| 8.                 | Visiting hours   | 2:25 |
| 9.                 | If I'd known     | 2:44 |
| 10.                | Sometimes        | 2:01 |
| 11.                | Swimming         | 3:19 |
| 12.                | Rest stop        | 3:23 |
| Totale duur: 33:01 |                  |      |